# 11289 Фрескобальді
11289 Фрескобальді (11289 Frescobaldi) — астероїд головного поясу, відкритий 2 серпня 1991 року.
Тіссеранів параметр щодо Юпітера — 3,203.